# Trzech mężczyzn i dziecko (film 1987)
Trzech mężczyzn i dziecko (oryg. Three Men and a Baby) – amerykański film komediowy z 1987 roku w reżyserii Leonarda Nimoya, remake filmu francuskiego Trzech mężczyzn i dziecko (3 hommes et un couffin) z 1985 roku. W rolach głównych wystąpili Tom Selleck, Steve Guttenberg i Ted Danson.
Film był hitem box office w Stanach Zjednoczonych, gdzie zarobił ponad 167 milionów dolarów, pobijając m.in. dramat Adriana Lyne Fatalne zauroczenie.
Tytułowe dziecko grały bliźniaczki Lisa i Michelle Blair.
W 1990 roku powstał sequel zatytułowany Trzech mężczyzn i mała dama.

## Fabuła
Film opowiada o trzech kawalerach: architekcie Peterze, artyście Michaelu i aktorze Jacku dzielących mieszkanie na Manhattanie. Kiedy Jack wyjeżdża na plan filmowy do Turcji, Peter i Michael znajdują pod drzwiami mieszkania niemowlę i list napisany przez byłą Jacka, wyjaśniający,  że jest to jego córka. List zawiera również prośbę o tymczasowe zaopiekowanie się nią. Po powrocie Jack wraz z przyjaciółmi przekonują się, jak trudnym zadaniem jest opieka nad niemowlęciem.

## Obsada
- Tom Selleck jako Peter Mitchell
- Steve Guttenberg jako Michael Kellam
- Ted Danson jako Jack Holden
- Nancy Travis jako Sylvia Bennington
- Margaret Colin jako Rebecca
- Celeste Holm jako pani Holden
- Philip Bosco jako detektyw Melkowitz
- Paul Guilfoyle jako Vince